# Johan Lillieström
Johan Lillieström, auch Johann Lilljeströhm, (* 6. März 1597 in Örebro als Johannes Nicodemi Ahus oder Ahusen; † 5. März 1657 in Pommern) war ein schwedischer Diplomat, Politiker und Regierungsbeamter. Er erwarb sich besondere Verdienste bei der Wiederherstellung der weltlichen und kirchlichen Ordnung am Ende des Dreißigjährigen Krieges und in der Mitte des 17. Jahrhunderts in Schwedisch-Pommern.

## Leben

### Ausbildungszeit
Der Sohn des Ratsherrn Nicodemus Ahus (1550–1597) und der Kristina Jacobsdotter besuchte die Schule in Örebro und studierte anschließend an der Universität Uppsala. 1614 ging er an die Universität Wittenberg und studierte zwischenzeitlich von 1616 bis 1617 an der Universität Helmstedt. 1618 kehrte er nach Schweden zurück, wo er, gefördert durch den Reichskanzler Axel Oxenstierna, vom König Gustav II. Adolf mit einem Stipendium ausgestattet wurde, um seine Studien fortzusetzen. Johan Ahus studierte zunächst vier Jahre in Helmstedt und Jena und ging anschließend für ein Jahr in die Niederlande. Danach kam er für ein Jahr nach Stockholm, wo er im Reichsarchiv tätig war. 1624 machte er auf Kosten Oxenstiernas eine Reise nach Holland, wo er die Universität Leiden besuchte, um sich vor allem in Fremdsprachen und politischen Wissenschaften zu bilden.

### Diplomat im Dreißigjährigen Krieg
1626 ging er als Sekretär Oxenstiernas, der ihn mit einer Vielzahl von diplomatischen Missionen beauftragte, nach Preußen. So nahm er 1630 an Verhandlungen in Danzig teil, in deren Ergebnis die Stadt ihre absolute Neutralität erklärte. Im gleichen Jahr wurde er zum königlichen Sekretär ernannt. 1631 folgte er Oxenstierna nach Frankfurt am Main, wo der König Gustav Adolf mit seinem Heer stand. Er war an Verhandlungen im Vorfeld des späteren Heilbronner Bundes beteiligt. Anschließend wurde er nach Lothringen zum französischen Heer unter de la Force entsandt. 1632 war er in Warschau bei der Wahl Władysławs IV. Wasa zum polnischen König anwesend. Im selben Jahr wurde er Generalkommissar in Preußen und 1634 Kriegskommissar der schwedischen Armee in Schlesien. Im folgenden Jahr nahm er als schwedischer Kommissar an den Unterhandlungen mit Polen-Litauen teil, die mit dem Waffenstillstandsvertrag von Stuhmsdorf abgeschlossen wurden.

### Regierungsbeamter in Pommern
1636 wurde Johan Ahus in den schwedischen Adelsstand erhoben und führte von nun an den Namen Lillieström. Er wurde zum Staatssekretär ernannt und als Assistenzrat zur Regierung des schwedisch besetzten Pommerns unter dem Generalgouverneur Sten Svantesson Bielke abgeordnet. Er entwarf eine Verwaltungsordnung für Pommern, die 1640 vom Reichskanzler Oxenstierna genehmigt wurde. Ein Ausschuss der pommerschen Landstände versagte dieser jedoch auf einem eigens dazu im November 1640 in Stettin einberufenen Landtag die Zustimmung. Johan Lillieström konnte nicht am Landtag teilnehmen, da er im August desselben Jahres bei einem Streifzug von den Brandenburgern gefangen genommen und erst zehn Monate später freigelassen wurde. Danach musste er die von der schwedischen Regierung in Stockholm angeordneten Maßnahmen zur Wiederherstellung der weltlichen und kirchlichen Ordnung in Pommern kraft der ihm verliehenen Machtbefugnisse umsetzen. Das geschah von Oktober 1641 bis Mai 1643 in Zusammenarbeit mit Alexander Erskein und unter der Leitung von Johan Axelsson Oxenstierna. Anschließend musste er allein die Zivilverwaltung übernehmen. Er hatte entscheidenden Anteil an der Wiedereinrichtung und Neuordnung der beiden pommerschen Hofgerichte, der Konsistorien sowie der Universität Greifswald. Für die Reorganisation der pommerschen Verwaltung entwarf er einen vollständigen Plan.
1648 wurde er zum Regierungsrat ernannt. Im folgenden Jahr wurde er Vizepräsident der Regierung und Direktor der Staatskanzlei Schwedisch-Pommerns. Königin Christina ernannte ihn 1650 zum Kurator der Universität Greifswald. Vier Jahre lang verhandelte er mit den kurbrandenburgischen Unterhändlern über den Grenzverlauf zwischen dem schwedischen und dem brandenburgischen Teil Pommerns, der 1653 mit dem Stettiner Grenzrezess festgelegt wurde. 1655 wurde er zum Hofrat und Präsidenten der schwedisch-pommerschen Regierung ernannt.

### Wertung
Johan Lillieström galt als scharfsinniger, geschickter und unbestechlicher Politiker sowie als Förderer von Handel und Wissenschaften. Axel Oxenstierna schrieb 1641 in einem Brief an seinen Sohn Johan über Lillieström: „So wie ich ihn als den gescheidtesten und muthigsten unter Allen schätze, so ist er zweifelsohne derjenige, auf den man sich verlassen kann.“

## Familie
Nach dem frühen Tod des Vaters heiratete die Mutter den Örebroer Bürger Michael Danckwardt. Der Ehe entstammte sein Halbbruder, der spätere Generalleutnant, Landshövding und Generalgouverneur Claes (Niklas) Danckwardt (1613–1681), welcher sich mit Maria von Pfuel (1622–1697) verheiratete. 1647 wurde er unter dem Namen Danckwardt-Lillieström geadelt.
Johan Ahus heiratete 1632 in Hohenselchow Regina Elisabeth Hagemeister, die Tochter von Johann Hagemeister (1576–1638) auf Hohenselchow und Keesow, Kammerrat des pommerschen Herzogs Bogislaws XIV., und der Margaretha Schwallenberg. Drei ihrer Söhne studierten später an der Universität Greifswald. Carl Gustav Lillieström († 1706) war Gerichtsrat am Hofgericht in Greifswald.